# Mel Gibson
Mel Columcille Gerard Gibson (* 3. ledna 1956 Peekskill, New York) je americko-australský herec, režisér, producent a scenárista irského původu. Mezinárodní uznání získal ztvárněním Maxe Rockatanského v prvních třech filmech postapokaliptické sci-fi série Šílený Max či Martina Riggse v kultovní buddy cop akční komediální sérii Smrtonosná zbraň. Za dobu své kariéry si kromě akčních rolí vyzkoušel i řadu rolí komediálních či dramatických a postupně se stal jednou z nejslavnějších tváří Hollywoodu.
Jakožto režisér byl inspirován zejména Georgem Millerem, Peterem Weirem a Richardem Donnerem. Již za svůj teprve druhý režijní počin, epické drama Statečné srdce (1995), získal Oscara i Zlatý glóbus za nejlepší režii. Samotný snímek si odnesl cenu Akademie i v kategorii nejlepší film. Úspěchu se dočkaly i další jím režírované historické velkofilmy – Umučení Krista (2004), Apocalypto (2006) a Hacksaw Ridge: Zrození hrdiny (2017).

## Život

### Dětství a začátky
Narodil se jako šestý z celkem 11 dětí ve státě New York do rodiny irského původu. Otec Hutton Peter Gibson (1918–2020) byl spisovatel, matka Anne Patricia Reilly (1918–1990) byla Irka. Jeho mladší bratr Donal je také herec.
V jeho 12 letech se celá rodina, převážně z ekonomických důvodů, přestěhovala do australského Sydney. Zde vystudoval herectví na National Institute of Dramatic Art. Během studia například hrál spolu s Judy Davisovou hlavní roli v inscenaci Shakespearovy tragédie Romeo a Julie.
Ihned po absolvování začal pracovat na filmu Šílený Max (1979). Film se dočkal mezinárodního úspěchu a Gibson si tak roli Maxe Rockatanského zopakoval i ve dvou sequelelech s podtituly Bojovník silnic (1982) a Dóm hromu (1985). S režisérem Peterem Weirem spolupracoval hned na dvou úspěšných projektech. Nejprve zazářil ve válečném dramatu Gallipoli (1981) pojednávajícím o bitvě o stejnojmenné město a dále, po boku Sigourney Weaver, v romanci Rok nebezpečného života (1982) mapující indonéskou revoluci v roce 1965.

### Vrchol slávy

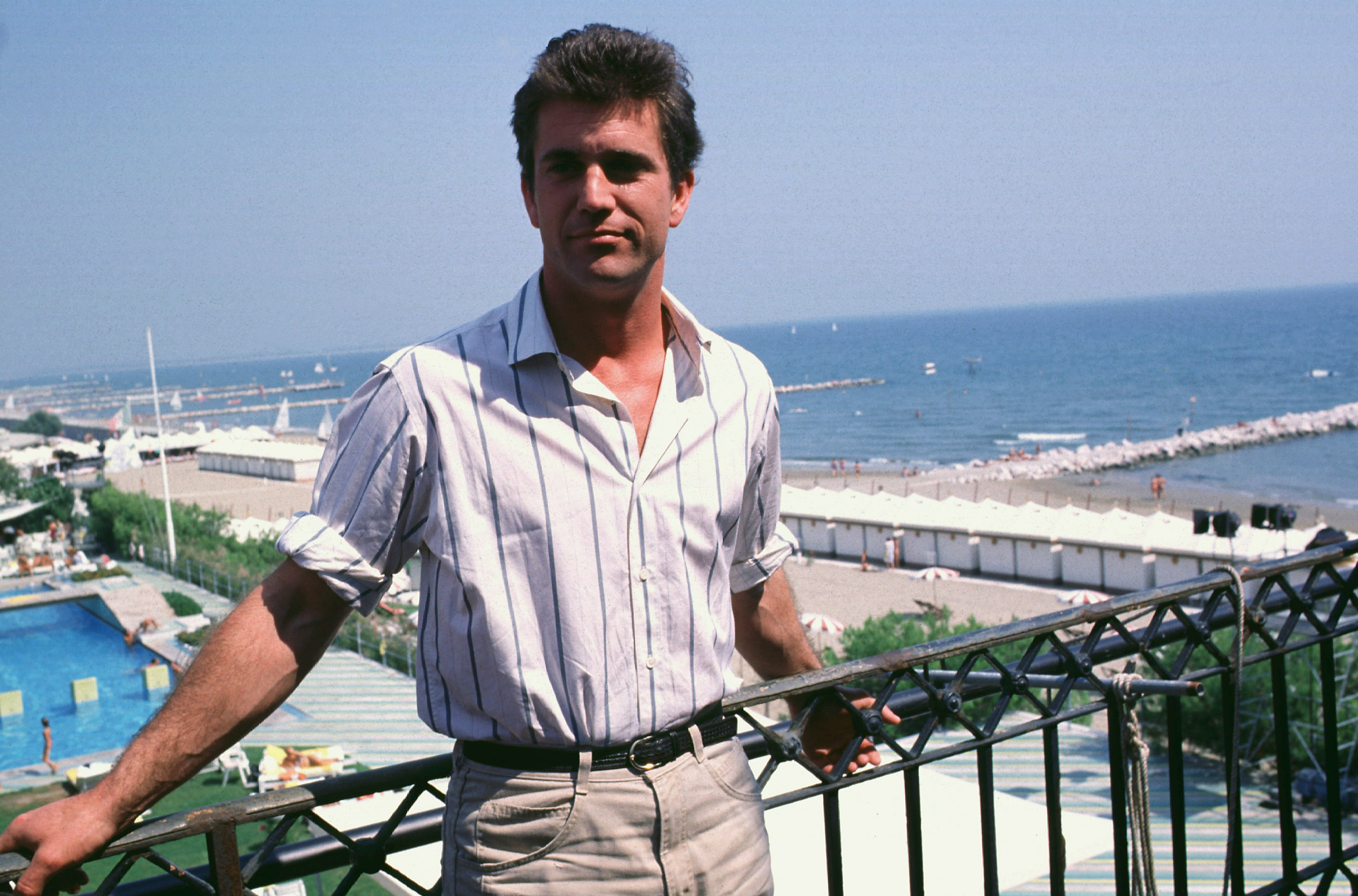
Mel Gibson na Benátském filmovém festivalu (1985)

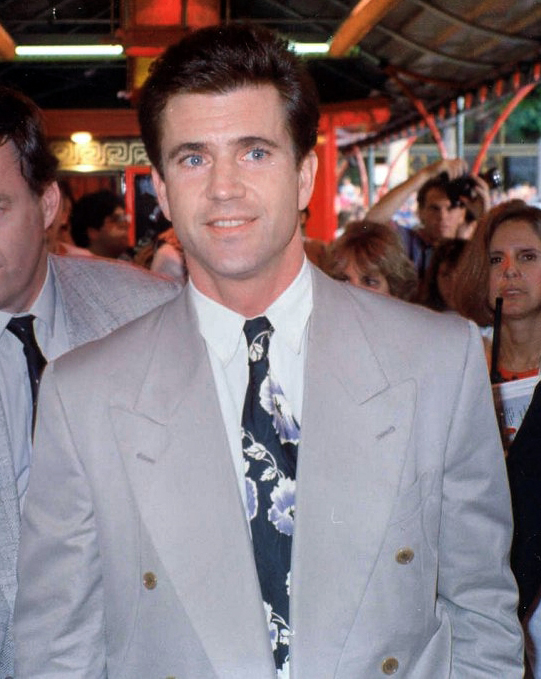
Mel Gibson na premiéře filmu Air America (1990)

Kromě toho, že Gibson roku 1984 účinkoval v hlavních rolích v dramatech Řeka a Bounty, pojednávajícím o slavné vzpouře, další zásadní okamžik jeho herecké kariéry přišel roku 1987, kdy po boku Dannyho Glovera zazářil v akční komedii Richarda Donnera Smrtonosná zbraň. Snímek, vyprávějící o dvojici zcela odlišných losangeleských detektivů, kteří si jsou přiděleni jako parťáci, se stal milníkem svého žánru a oba herce vynesl na pomyslný vrchol. V průběhu následujících 11 let se film dočkal tří rovněž velmi úspěšných pokračování a k původnímu obsazení se postupně během této doby připojili i herci Joe Pesci, Rene Russo a Chris Rock. I přesto, že Donner, režisér všech čtyř doposud natočených dílů, roku 2021 zemřel, je podle dostupných informací v přípravě pátý díl, přičemž úlohy režiséra by se měl zhostit samotný Gibson.
Devadesátá léta by se dala označit za naprostý vrchol Gibsonovy herecké kariéry. V první polovině dekády ztvárnil protagonisty akčních komedií Pták na drátě (1990) a Air America (1990), či v romantické fantasy Navždy mladý (1992). Dále hrál v Zeffirelliho adaptaci Shakespearova Hamleta či v další spolupráci s Richardem Donnerem, tedy v komediálním westernu Maverick (1994).
Mel Gibson, coby režisér, debutoval roku 1993 dramatem Muž bez tváře, v němž zároveň ztvárnil hlavní hereckou úlohu. Film se dočkal pozitivních recenzí od kritiků. Poté Gibson své nadání pro režisérské řemeslo předvedl svým druhým projektem, historickým velkofilmem Statečné srdce (1995), pojednávajícím o životě skotského národního hrdiny Williama Wallace a jeho tažení za skotskou nezávislost. Snímek vzbudil nadšené reakce u diváků i u kritiků a proměnil 5 z 10 oscarových nominací, přičemž si mj. Gibson odnesl cenu za nejlepší režii i nejlepší film.
Ve druhé polovině devadesátých let Gibson namluvil postavu Johna Smithe v animovaném filmu Pocahontas (1995) a také hrál v řadě velmi úspěšných akčních filmů. Po boku Rene Russo se objevil v thrilleru Rona Howarda Výkupné (1996), za který byl nominován na Zlatý glóbus, společně s Julií Robertsovou pak v mysteriózní detektivce Spiknutí (1997). Století pak zakončil kultovním akčním thrillerem Odplata (1999).
Začátkem nového tisíciletí si zahrál hned v několika úspěšných projektech – ve válečném velkofilmu Patriot (2000) mapujícím americkou válku za nezávislost, v animované komedii Slepičí úlet (používající techniku plastelínové animace) či po boku Helen Hunt ve velmi oblíbené romantické komedii Po čem ženy touží (2000), za níž byl nominován na Zlatý glóbus. Všechny tyto snímky v kinech vydělaly více než 200 milionů dolarů. Vůbec nejvýdělečnějším Gibsonovým hereckým projektem se však stal sci-fi horor Znamení (2002) režiséra M. Nighta Shyamalana. V témže roce ztvárnil hlavní postavu i ve válečném filmu Údolí stínů z období války ve Vietnamu.

### Pauza od herectví a kontroverze
Poté, co na veřejnost unikly některé Gibsonovy kontroverzní výroky (mj. antisemitské, rasistické či homofobní), jeho popularita v Hollywoodu značně klesla. To se projevilo téměř desetiletou pauzou od herectví.
Gibson se ovšem místo herectví opět začal věnovat režii a natočil tak film Umučení Krista (2004) vyprávějící o posledních hodinách života a kruté smrti Ježíše Nazaretského, kterého zde ztvárnil herec Jim Caviezel. Snímek se dočkal rozporuplných ohlasů. Na jednu stranu byl film označován za duchovní zážitek, na tu druhou byla však kritizována přemíra násilí či patrný antisemitismus. S výdělkem přesahujícím 600 milionů dolarů však snímek dosáhl komerčního úspěchu. O dva roky později Gibson režíroval další historické drama, Apocalypto, vyprávějící o starobylé říši Mayů a jejím zániku. Ačkoliv byl film kritizován pro historické nepřesnosti, dočkal se obecně pozitivních recenzí.

### Návrat
K herectví se Gibson vrátil roku 2010 temným thrillerem Na hraně temnoty (2010). Od té doby se objevuje především v akčních filmech, z nichž se ovšem jen některé dočkaly vřelého přijetí. Ztvárnil antagonistu v Expendables: Postradatelní 3 (2014) či hlavní postavy v thrillerech Moje letní prázdniny (2012), Ve jménu krve (2016) a Na špatné straně (2018). Vyjma Mistrovské úrovně (2020) jsou jeho poslední projekty hodnoceny spíše negativně.
Roku 2016 natočil válečné drama Hacksaw Ridge: Zrození hrdiny, které vypráví inspirativní příběh bojového záchranáře Desmonda Dosse. Snímek získal celkem 6 oscarových nominací, z nichž 2 (za nejlepší zvuk a za nejlepší střih) proměnil. V přípravě je již zmiňovaná Smrtonosná zbraň 5, ovšem také pokračování filmu Umučení Krista, jenž bude pojednávat o Kristově vzkříšení.

### Osobní život

#### Víra a politické postoje
Mel Gibson byl vychován k sedisvakantismu, podle aktuálních informací je ovšem praktikujícím katolíkem a nároky papeže na svou funkci již nepopírá. Také se aktivně věnuje i filantropií a charitativní činnosti.
Ve svých prohlášeních kritizoval americké prezidenty Billa Clintona a George W. Bushe. Ačkoliv se dle svých vlastních slov nezúčastnil amerických prezidentských voleb roku 2016, během zápasu MMA vzdal hold Donaldu Trumpovi. Video z této události se poté stalo virálním na Internetu.

#### Vztahy
Se svou bývalou ženou Robyn Denise Mooreovou Gibsonovou (* 1957), australskou zubní sestrou, má dceru Hannah a syny Christiana, Edwarda, Williama, Louise, Mila a Thomase. Manželství uzavřené v roce 1980 bylo definitivně rozvedeno v roce 2011, pár se však rozešel již o pět let dříve.
Již během rozvodového řízení se Gibson začal na veřejnosti objevovat po boku ruské klavíristky a modelky Oksany Grigorievové (* 1970), s níž má dceru Lucii (* 2009). Poté, co se pár roku 2010 rozešel, Grigorievová jej obvinila z domácího násilí. Tato obvinění se ovšem neprokázala a nakonec došlo k uzavření kompromisu a finančnímu vyrovnání.
Od roku 2014 je ve vztahu se spisovatelkou Rosalind Ross, jež mu v roce 2017 porodila (jeho v celkovém pořadí) devátého potomka, syna Larse Gerarda.

#### Problémy s alkoholem
Gibson přiznal, že pravidelně začal pít již ve svých 13 letech a zejména pak v 80. letech bojoval s alkoholismem. Dle jeho vlastních slov se jedná o neřest, která se v jeho rodině dědí.

## Filmografie

### Herec

#### Film
| Rok  | Název                              | Role                    | Poznámky                                    |
| ---- | ---------------------------------- | ----------------------- | ------------------------------------------- |
| 1977 | I Never Promised You a Rose Garden | baseballový hráč        | malá role, neuveden v titulcích             |
| 1977 | Letní město                        | Scollop                 |                                             |
| 1979 | Šílený Max                         | Max Rockatansky         |                                             |
| 1979 | Tim, opravdová láska               | Tim                     |                                             |
| 1980 | Řetězová reakce                    | mechanik                | neuveden v titulcích                        |
| 1981 | Útočná síla Z                      | Paul Kelly              | natočeno v roce 1979                        |
| 1981 | Gallipoli                          | Frank Dunne             |                                             |
| 1981 | Šílený Max 2 – Bojovník silnic     | Max Rockatansky         |                                             |
| 1982 | Rok nebezpečného života            | Guy Hamilton            |                                             |
| 1984 | Bounty                             | Fletcher Christian      |                                             |
| 1984 | Řeka                               | Tom Garvey              |                                             |
| 1984 | Paní Soffelová                     | Ed Biddle               |                                             |
| 1985 | Šílený Max a Dóm hromu             | Max Rockatansky         |                                             |
| 1987 | Smrtonosná zbraň                   | Martin Riggs            |                                             |
| 1988 | Tequila Sunrise                    | Dale McKussic           |                                             |
| 1989 | Smrtonosná zbraň 2                 | Martin Riggs            |                                             |
| 1990 | Pták na drátě                      | Rick Jarmin             |                                             |
| 1990 | Air America                        | Gene Ryack              |                                             |
| 1990 | Hamlet                             | Princ Hamlet            |                                             |
| 1992 | Navždy mladý                       | Daniel McCormick        |                                             |
| 1992 | Smrtonosná zbraň 3                 | Martin Riggs            |                                             |
| 1993 | Muž bez tváře                      | Justin McLeod           | také režisér                                |
| 1994 | Maverick                           | Bret Maverick           |                                             |
| 1995 | Statečné srdce                     | William Wallace         | také režisér a producent                    |
| 1995 | Casper                             | sám sebe                | cameo                                       |
| 1995 | Pocahontas                         | John Smith (hlas)       | dabing                                      |
| 1996 | Výkupné                            | Tom Mullen              |                                             |
| 1997 | Den otců                           | pankáč                  | cameo, neuveden v titulcích                 |
| 1997 | Spiknutí                           | Jerry Fletcher          |                                             |
| 1997 | Pravdivá pohádka                   | otec Frances            | cameo, neuveden v titulcích                 |
| 1998 | Smrtonosná zbraň 4                 | Martin Riggs            |                                             |
| 1999 | Odplata                            | Porter                  |                                             |
| 2000 | Slepičí úlet                       | Rocky (hlas)            | dabing                                      |
| 2000 | Patriot                            | Benjamin Martin         |                                             |
| 2000 | Po čem ženy touží                  | Nick Marshall           |                                             |
| 2000 | Million Dollar Hotel               | detektiv Skinner        |                                             |
| 2002 | Údolí stínů                        | podplukovník Hal Moore  |                                             |
| 2002 | Znamení                            | otec Graham Hess        |                                             |
| 2003 | Zpívající detektiv                 | Dr. Gibbon              | také producent                              |
| 2004 | Paparazzi                          | pacient                 | cameo, neuveden v titulcích, také producent |
| 2010 | Na hraně temnoty                   | detektiv Thomas Craven  |                                             |
| 2011 | Pan Bobr                           | Walter Black            |                                             |
| 2012 | Moje letní prázdniny               | řidič / "Gringo"        | také producent a scenárista                 |
| 2013 | Machete zabíjí                     | Luther Voz              |                                             |
| 2014 | Expendables: Postradatelní 3       | Conrad Stonebanks       |                                             |
| 2016 | Ve jménu krve                      | John Link               |                                             |
| 2017 | Táta je doma 2                     | Kurt Mayron             |                                             |
| 2018 | Na špatné straně                   | detektiv Brett Ridgeman |                                             |
| 2019 | Profesor a šílenec                 | James Murray            | také producent                              |
| 2020 | Miliónový hurikán                  | Ray                     |                                             |
| 2020 | Tlusťoch                           | Chris Cringle           |                                             |
| 2021 | Mistrovská úroveň                  | plukovník Clive Ventor  |                                             |
| 2021 | Nebezpečný                         | Dr. Alderwood           |                                             |
| 2022 | Waldo                              | Alastair Pinch          |                                             |
| 2022 | Panama                             | Stark                   |                                             |
| 2022 | Agent Game                         | Olsen                   |                                             |
| 2022 | Otec Stu                           | Bill Long               |                                             |
| 2022 | Horké křeslo                       | Wallace Reed            |                                             |
| 2022 | Pan Nepolapitelný                  | Tommy                   |                                             |
| 2022 | On the Line                        | Elvis                   | také výkonný producent                      |
| 2023 | Confidential Informant             | Kevin Hickey            |                                             |
| 2023 | Desperation Road                   | Mitchell                |                                             |
| 2024 | Boneyard                           | Agent Petrovick         |                                             |
| 2024 | Monster Summer                     | Gene Carruthers         |                                             |
| 2026 | Smrtonosná zbraň 5                 | Martin Riggs            |                                             |

#### Televize
| Rok       | Název               | Role                       | Poznámky                                           |
| --------- | ------------------- | -------------------------- | -------------------------------------------------- |
| 1976–1983 | The Sullivans       | Ray Henderson              | TV seriál                                          |
| 1977–1984 | Cop Shop            | Peter Lang                 |                                                    |
| 1979      | The Hero            | kapitán White/Rob Mulligan |                                                    |
| 1981      | Punishment          | Rick Monroe                | pilotní díl                                        |
| 1989      | Saturday Night Live | sám sebe (host)            | díl: „Mel Gibson / Living Colour“                  |
| 1995      | World of Discovery  | vypravěč                   | díl: „Australia's Outback: The Vanishing Frontier“ |
| 1999      | Simpsonovi          | sám sebe (hlas)            | díl: „Cáklý Max jedna“, dabing                     |
| 2004–2005 | Chlapi sobě         | strážník Cox               | také režisér a výkonný producent                   |
| 2023      | Hotel Continental   | Cormac                     | minisérie                                          |

### Režisér
| Rok       | Název                                   | Poznámky                                  |
| --------- | --------------------------------------- | ----------------------------------------- |
| 1993      | Muž bez tváře                           |                                           |
| 1995      | Statečné srdce                          | také producent a herec                    |
| 2004      | Umučení Krista                          | také producent a scenárista               |
| 2004–2005 | Chlapi sobě                             | TV seriál, také výkonný producent a herec |
| 2006      | Apocalypto                              | také producent a scenárista               |
| 2016      | Hacksaw Ridge: Zrození hrdiny           |                                           |
| 2025      | Flight Risk                             | také producent                            |
| 2025      | The Passion of the Christ: Resurrection |                                           |
| 2026      | Smrtonosná zbraň 5                      |                                           |

### Producent
| Rok       | Název                                   | Poznámky                                           |
| --------- | --------------------------------------- | -------------------------------------------------- |
| 1992      | Navždy mladý                            | výkonný producent, neuveden v titulcích            |
| 1995      | Statečné srdce                          | také režisér a herec                               |
| 2000      | Tři moulové                             | TV film, výkonný producent                         |
| 2001      | Bojovníci                               | TV film, výkonný producent                         |
| 2003      | Zpívající detektiv                      |                                                    |
| 2003      | Family Curse                            | TV film, výkonný producent                         |
| 2004      | Umučení Krista                          | také režisér a scenárista                          |
| 2004      | Paparazzi                               |                                                    |
| 2004–2005 | Chlapi sobě                             | TV seriál, výkonný producent, také režisér a herec |
| 2004–2005 | Clubhouse                               | TV seriál, výkonný producent                       |
| 2005      | Leonard Cohen: I'm Your Man             | dokument                                           |
| 2006      | Apocalypto                              | také režisér a scenárista                          |
| 2008      | Carrier                                 | dokumentární TV seriál                             |
| 2012      | Moje letní prázdniny                    | také scenárista                                    |
| 2014      | E.A. Poe: Podivný experiment            |                                                    |
| 2019      | Profesor a šílenec                      |                                                    |
| 2022      | On the Line                             | výkonný producent                                  |
| 2023      | Zvuk svobody                            | výkonný producent                                  |
| 2025      | Flight Risk                             | také režisér                                       |
| 2025      | The Passion of the Christ: Resurrection |                                                    |
| 2026      | Smrtonosná zbraň 5                      |                                                    |

### Scenárista
| Rok  | Název                                   | Poznámky                 |
| ---- | --------------------------------------- | ------------------------ |
| 2004 | Umučení Krista                          | také režisér a producent |
| 2006 | Apocalypto                              | také režisér a producent |
| 2012 | Moje letní prázdniny                    | také producent           |
| 2025 | The Passion of the Christ: Resurrection |                          |